# 石笕乡
石笕乡，是中华人民共和国浙江省丽水市缙云县下辖的一个乡镇级行政单位。

## 行政区划
石笕乡下辖以下地区：
蒙坑村、石笕村、三坑村、莲花村和五莲村。